# Usher (album)
Usher è l'album di debutto del cantante R&B statunitense Usher, pubblicato nel 1994.

## Tracce
1. I'll Make It Right
2. Interlude 1
3. Can U Get wit It
4. Think of You
5. Crazy
6. Slow Love
7. The Many Ways
8. I'll Show You Love
9. Interlude 2 (Can't Stop)
10. Love Was Here
11. Whispers
12. You Took My Heart
13. Smile Again
14. Final Goodbye